# Saxuality
Singles
Lily Was Here
(1989) Sax-a-Go-Go
(1993)
Saxuality est le premier album studio de la saxophoniste néerlandaise Candy Dulfer. L'album a été coproduit à la suite du succès international de son single instrumental Lily Was Here de 1989 avec Dave Stewart.

## Description

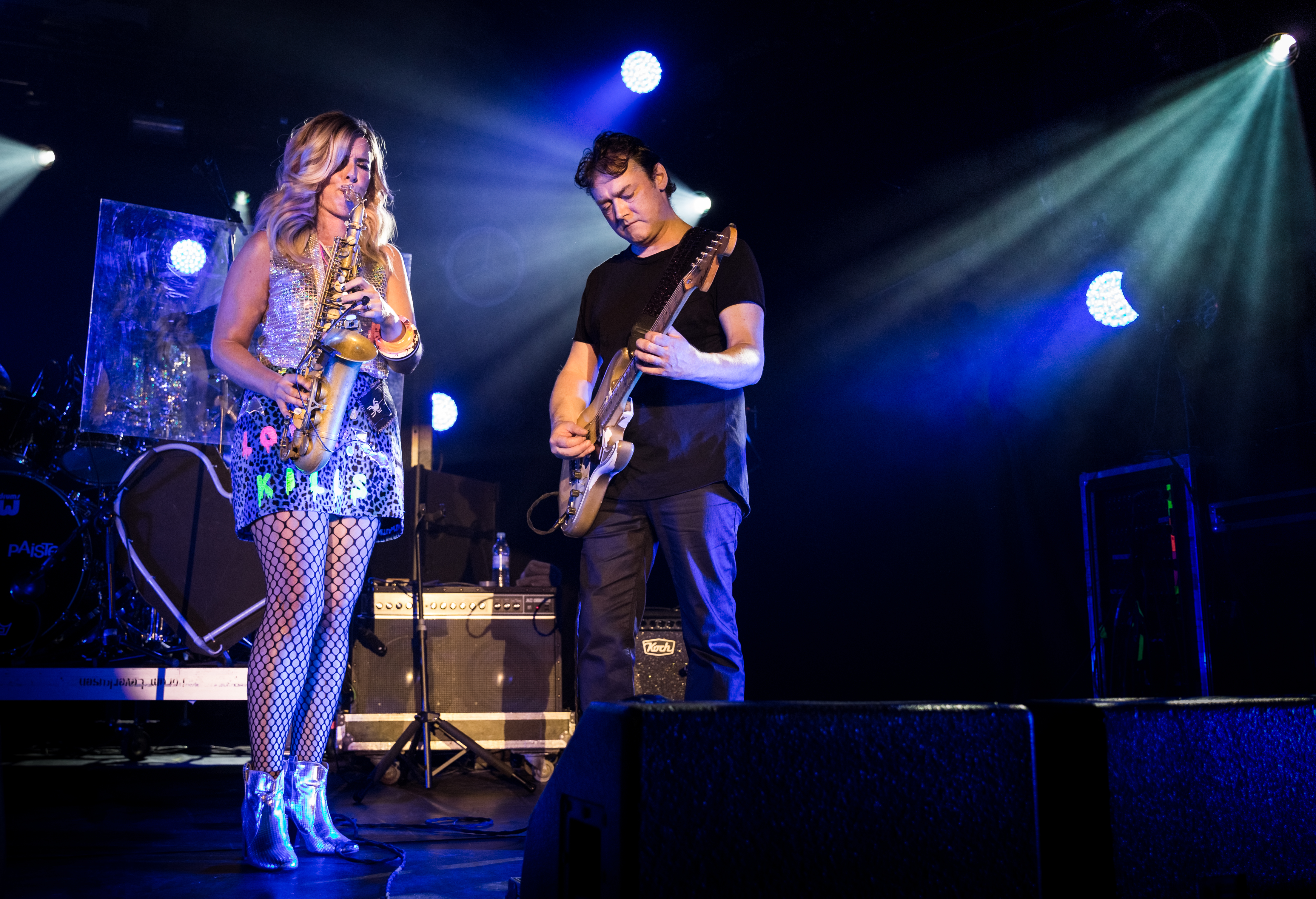
Candy Dulfer et Ulco Bed, en concert en 2016.

Fille du saxophoniste néerlandais Hans Dulfer, Candy Dulfer joue très tôt du saxophone entre autres avec les artistes américains Madonna et Prince.
À la suite du succès international de 1989 du single instrumental Lily Was Here de l'auteur-compositeur-interprète guitariste anglais Dave Stewart, qu'elle accompagne au saxophone (un des plus célèbres tubes internationaux de la fin des années 1980), elle coproduit avec un important succès mondial ce premier album jazz-funky principalement instrumental, composé et coproduit avec son ami musicien multi-instrumentaliste Ulco Bed, suivi de tournée en Europe et aux États-Unis.. 
L'album est certifié disque d'or, et vendu à plus d'un million d'exemplaires dans le monde. Il est également nommé aux Grammy Awards de la meilleure performance instrumentale pop 1991,. L'album compte plus d'un million d’exemplaires vendus dans le monde, et est classé entre autres 3e du top 100 néerlandais, 27e du classement britannique, et 22e du Billboard 200 américain (cf. Billboard 200 du 27 juillet 1991).

## Liste des pistes
1. Lily Was Here (Dave Stewart) - 4:18 (uniquement avec certaines versions de l'album)
2. Pee Wee (Ulco Bed) - 3:45
3. Saxuality (Ulco Bed, Candy Dulfer) - 4:27
4. So What (Miles Davis, arrangement : Bed/Dulfer) - 4:54
5. Jazzid (Ulco Bed, Candy Dulfer) - 4:21
6. Heavenly City (Ulco Bed, Candy Dulfer) - 6:03
7. Donja (Ulco Bed) - 5:17
8. There Goes the Neighbourhood (Ulco Bed) - 3:55
9. Mr. Lee (Ulco Bed) - 4:52
10. Get the Funk (Ulco Bed) - 4:16
11. Home Is Not a House (Hans Dulfer, F Batta ; arrangement : Bed) - 4:10

## Composition du groupe
- Candy Dulfer — saxophone, claviers, voix
- Ulco Bed — guitares, claviers, batterie, synthétiseur
- Dave Stewart — guitares
- Hans Dulfer — saxophone ténor
- Frans Hendrix — percussions
- Edwin Rath — batterie
- Michel Van Schie, Dimitri Veltkamp — basse
- Fred Anindjola, Bobby Van De Berg — claviers
- Martino Latupeirissa — percussion
- Patricia Balrak, Wies Ingwersen, Hugh Kanza — chœurs
- Production — Ulco Bed, Candy Dulfer, et Dave Stewart

## Distinctions
- 1991 : nommé aux Grammy Awards de la meilleure performance instrumentale pop